# Lycaugesia rubribasis
Lycaugesia rubribasis är en fjärilsart som beskrevs av George Francis Hampson 1918. Lycaugesia rubribasis ingår i släktet Lycaugesia och familjen nattflyn. Inga underarter finns listade i Catalogue of Life.